# Avro Baby
El Avro 534 Baby (llamado originalmente "Popular") fue un biplano deportivo ligero monoplaza británico, construido poco después de la Primera Guerra Mundial.

## Diseño y desarrollo

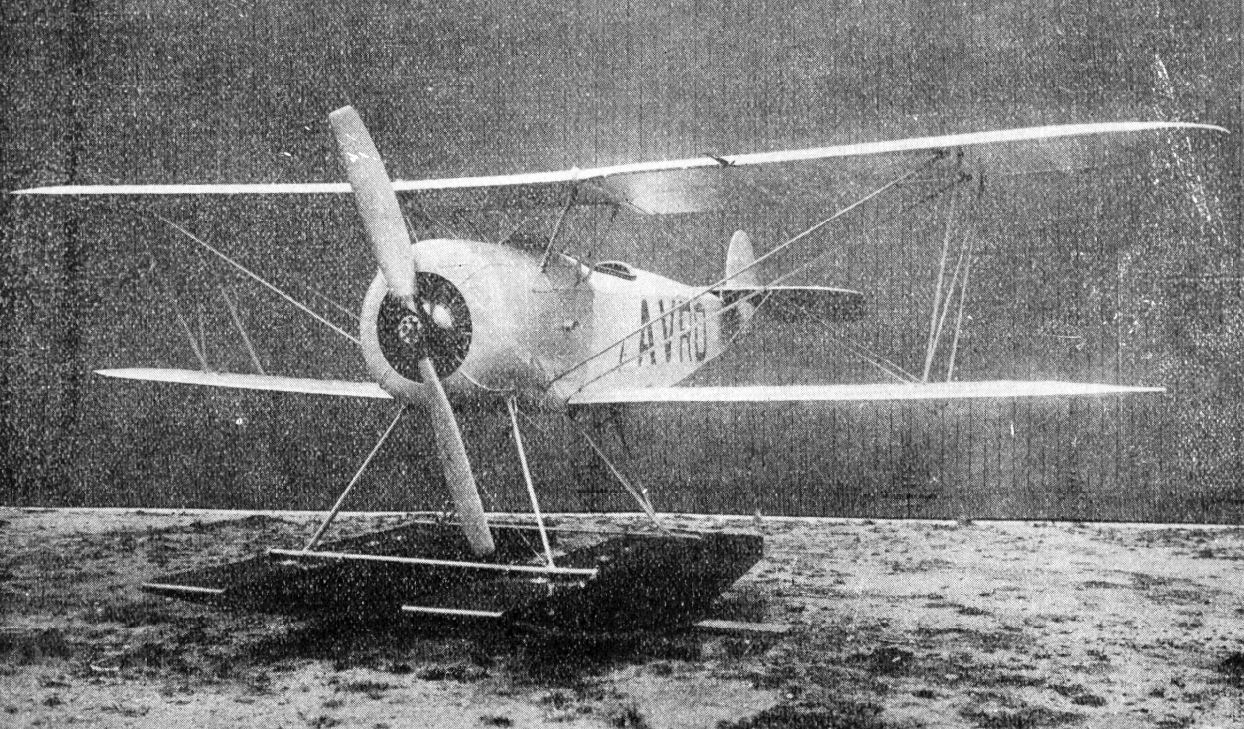
Avro 554 Antarctic Baby

El Avro Baby fue un biplano de un solo vano de configuración convencional con estructura de madera arriostrada mediante cables, recubierta de tela. Poseía envergaduras iguales y alas sin decalaje, llevando cada una dos parejas de alerones. Inicialmente, el avión no tenía empenaje y sí un timón de forma casi circular. Más tarde se realizaron variantes de esto. El tren de aterrizaje principal tenía una disposición monoeje y con patín de cola.
Los primeros Baby estaban propulsados por un motor en línea Green C.4 refrigerado por agua de diseño anterior a 1914, que había sido instalado previamente en el Avro Type D, aunque fue completamente modificado en la posguerra por Green Engine Co. Ltd. Producía 26 kW (35 hp). La mayoría de los Baby tardíos también usaron este diseño de motor, fabricados nuevos desde planos de Green por Peter Brotherhood Limited de Peterborough, aunque algunas variantes usaron tanto el ADC Cirrus 1 de 45 kW (60 hp) como el Le Rhône de 60 kW (80 hp). Estos Green fabricados nuevos eran unos 3 kg más ligeros.
El prototipo voló por primera vez el 30 de abril de 1919 desde el aeródromo de Avro en Hamble. Se estrelló en una playa cercana a los dos minutos de vuelo debido a un error del piloto. El segundo prototipo voló exitosamente el 31 de mayo de 1919.
El modelo 534A Water Baby fue una versión de flotadores con timón modificado y gran empenaje. El cuarto Baby (contando el efímero prototipo) fue designado Type 534B, distinguible por su fuselaje recubierto de contrachapado y ala inferior de envergadura reducida. El Type 534C tenía ambas alas recortadas para competir en el Aerial Derby en 1921. El 534D fue un Baby modificado para climas cálidos y fue utilizado por un empresario en la India. Todos los ejemplares del 534 fueron monoplazas con motores Green.
El Type 543 Baby fue un biplaza con una extensión del fuselaje de 76 cm. También estaba propulsado inicialmente por un Green, pero, en 1926, fue reemplazado por un motor en línea ADC Cirrus 1 de 60 kW (80 hp) refrigerado por aire.
La versión final del Baby fuel el modelo 554 Antarctic Baby, construido como avión fotográfico para la Expedición Shackleton–Rowett de 1921-1922 a la Antártida. Poseía un motor Le Rhône de 60 kW (80 hp), planos de cola elevados, puntas alares redondeadas y soportes de tubos de acero reemplazando a los cables de arriostramiento, para evitar los problemas de tensionado de los mismos con las manos enguantadas. Como el Water Baby, era un hidroavión de flotadores.
Por mucho, el Baby más raro fue uno modificado por H.G. Leigh in 1920. Las alas originales fueron retiradas y, en su lugar, el avión poseía un ala semialta corta y convencional, con alerones sobresalientes de envergadura total. Encima de ella existía una pila de seis alas con un fuerte decalaje y de cuerda muy estrecha de alrededor de la misma envergadura que el ala inferior, por lo que cada una tenía un gran alargamiento y una baja resistencia inducida. Esta complicada estructura añadía 30 kg al peso. Este diseño de ala de "persiana veneciana" fue propuesto y anteriormente investigado por Horatio Phillips en la última década del siglo xix.

## Historia operacional
Los Baby compitieron a principios de los años 20 con una variedad de pilotos, pero se los recuerda más por los vuelos del G-EACQ en manos de Bert Hinkler. El 31 de mayo de 1920, realizó un vuelo sin escalas desde Croydon a Turín en 9 h 30 min (un vuelo de 1050 km y celebrado en esa época como "el más meritorio vuelo de récord"). El 24 de julio, quedó segundo en la categoría "handicap" del Aerial Derby en Hendon, y el 11 de abril de 1921 estableció una nueva plusmarca de distancia en Australia, donde voló el Baby sin paradas desde Sídney hasta su casa en Bundaberg, a 1288 km, realizando el vuelo en 8 h 40 min. El Baby de Hinkler está preservado en el Hinkler Hall of Aviation en Bundaberg.
En junio de 1922, otro Baby realizó el primer vuelo entre Londres y Moscú, cuando el ruso Gwaiter recogió su máquina en Hamble y voló hasta su casa.
El Antarctic Baby (o por lo menos su mayor parte) acompañó a Ernest Shackleton en su expedición final a la Antártida. Desafortunadamente, su barco, el Quest, retrasado por un problema de motor, no fue capaz de recoger las piezas faltantes transportadas previamente a Río de Janeiro, y el Avro no fue utilizado en el Polo.

## Variantes
534 Baby
Biplano deportivo monoplaza con motor Green C.4, tres construidos.
534A Water Baby
Versión del 534 con flotadores, uno construido.
534B Baby
Versión con ala inferior de envergadura reducida, uno construido.
534C Baby
Variante de carreras con ambas envergaduras alares reducidas, uno construido.
534D Baby
Variante modificada para su uso en climas cálidos, uno construido.
543 Baby
Variante biplaza del 534, uno construido.
544
Versión biplaza con motor Le Rhône, no construida.
554 Antarctic Baby
Variante como avión fotográfico, uno construido.

## Especificaciones (534 Baby, motor Green de posguerra)
Referencia datos: Avro Aircraft since 1908

### Características generales
- Tripulación: Uno (piloto)
- Longitud: 5,3 m (17,5 ft)
- Envergadura: 7,6 m (25 ft)
- Altura: 2,3 m (7,6 ft)
- Superficie alar: 17 m² (183 ft²)
- Peso vacío: 277 kg (610,5 lb)
- Peso cargado: 374 kg (824,3 lb)
- Planta motriz: 1× motor lineal de cuatro cilindros refrigerado por agua Green C.4.
  - Potencia: 26 kW (36 HP; 35 CV)
- Hélices: Bipala de paso fijo

### Rendimiento
- Velocidad máxima operativa (Vno): 130 km/h (81 MPH; 70 kt)
- Velocidad crucero (Vc): 110 km/h (68 MPH; 59 kt)
- Alcance: 320 km (173 nmi; 199 mi)
- Régimen de ascenso: 2,5 m/s (492 ft/min)

## Aeronaves relacionadas

### Secuencias de designación
- Secuencia Numérica (interna de Avro): ← 530 - 531 - 533 - 534 - 536 - 538 - 539 - 540 - 543 - 544 - 545 - 546 - 547 -- 549 - 551 - 552 - 554 - 555 - 557 - 558 →